# Monkton (Tyne and Wear)
Monkton är en ort i distriktet South Tyneside, i grevskapet Tyne and Wear, i England. Ward hade 8 410 invånare år 2021. Monkton var en civil parish från 1894 till 1936 då den blev en del av Boldon, Jarrow, Heworth, Hebburn och South Shields. Civil parish hade 3 396 invånare år 1931.